# Хопферау
Хопферау (њем. Hopferau) општина је у њемачкој савезној држави Баварска. Једно је од 45 општинских средишта округа Осталгој. Према процјени из 2010. у општини је живјело 1.090 становника. Посједује регионалну шифру (AGS) 9777135.

## Географски и демографски подаци
Хопферау се налази у савезној држави Баварска у округу Осталгој. Општина се налази на надморској висини од 811 метара. Површина општине износи 13,2 km². У самом мјесту је, према процјени из 2010. године, живјело 1.090 становника. Просјечна густина становништва износи 83 становника/km².